# Ehrennadel des Landes Schleswig-Holstein
Die Ehrennadel des Landes Schleswig-Holstein ist eine Auszeichnung, die vom deutschen Land Schleswig-Holstein verliehen wird.

## Zweck
Die Ehrennadel wurde 1982 vom schleswig-holsteinischen Ministerpräsidenten gestiftet, um damit Bürger auszuzeichnen, die sich „durch langjährige ehrenamtliche Tätigkeit zum Wohle der Allgemeinheit verdient gemacht haben“.

## Vergabekriterien
Voraussetzung für eine Auszeichnung ist eine mindestens zwölfjährige, aktive ehrenamtliche Tätigkeit. Vorschläge für die Verleihung können von den Mitgliedern der Landesregierung von Schleswig-Holstein gemacht werden. Vorgeschlagene müssen ihren Wohnsitz in Schleswig-Holstein haben oder, bei Wohnsitz außerhalb des Landes, ihre ehrenamtliche Tätigkeit in Schleswig-Holstein ausgeübt haben.
Ehrenamtliche Tätigkeiten im kommunalen Bereich sollen mit der Freiherr-vom-Stein-Medaille ausgezeichnet werden, ehrenamtliche Tätigkeiten im sportlichen Bereich mit der Sportplakette des Landes Schleswig-Holstein, und hervorragende Verdienste um die Heimat durch die Verleihung der Schleswig-Holstein-Medaille.
Wenn eine ehrenamtliche Tätigkeit bereits mit dem Verdienstorden der Bundesrepublik Deutschland ausgezeichnet wurde, soll dafür keine zusätzliche Auszeichnung mit der Ehrennadel erfolgen.

## Verleihung
Die Ehrennadel wird durch den Ministerpräsidenten des Landes Schleswig-Holstein verliehen. Über die Verleihung wird eine Urkunde ausgestellt.

## Aussehen
Die Ehrennadel des Landes Schleswig-Holstein ist 15 mm groß und aus Silber. Sie zeigt das Wappen des Landes Schleswig-Holstein.
Seit 2004 gibt es neben der Ehrennadel eine Bandschnalle, mit der es Uniformträgern ermöglicht wird, die Ehrennadel entsprechend zu tragen.